# Pete Stoyanovich
 (mars 2019).
Si vous disposez d'ouvrages ou d'articles de référence ou si vous connaissez des sites web de qualité traitant du thème abordé ici, merci de compléter l'article en donnant les références utiles à sa vérifiabilité et en les liant à la section « Notes et références ».
(en) Statistiques sur pro-football-reference
Peter Stoyanovich (né le 28 avril 1967 à Dearborn Heights aux États-Unis) est un joueur de football américain d'origine serbe qui évoluait au poste de kicker. Il joua pour les Dolphins de Miami, les Chiefs de Kansas City et les Rams de Saint-Louis dans la NFL.

## Carrière sportive
Stoyanovich fut un bon joueur de football et joua même pour l'équipe nationale junior des États-Unis à 17 ans. Il joua ensuite à la fois au football américain et au football de 1985 à 1988. Il est un des rares kickers à avoir été drafté. Il choisit finalement de se consacrer au football américain et joue dans la NFL de 1989 à 2000.
En 1991 avec les Dolphins, Stoyanovich réussit un field goal de 58 yards, établissant ainsi un record de la NFL.

## Statistiques
| Année  | Équipe   | MJ     |        | Field goals | Field goals | Field goals | Field goals |         | Extra Points | Extra Points | Extra Points |      | Punt | Punt | Punt |
| Année  | Équipe   | MJ     | Tentés | Réussis     | %           | Long        | Tentés      | Réussis | %            | Tentés       | Yards        | Moy. |      |      |      |
| 1989   | Dolphins | 16     | 26     | 19          | 73,1        | 59          | 39          | 38      | 97,4         |              |              |      |      |      |      |
| 1990   | Dolphins | 16     | 25     | 21          | 84          | 53          | 37          | 37      | 100          |              |              |      |      |      |      |
| 1991   | Dolphins | 14     | 37     | 31          | 83,8        | 53          | 29          | 28      | 96,6         | 2            | 85           | 42,5 |      |      |      |
| 1992   | Dolphins | 16     | 37     | 30          | 81,1        | 53          | 36          | 34      | 94,4         | 2            | 90           | 45   |      |      |      |
| 1993   | Dolphins | 16     | 32     | 24          | 75          | 52          | 37          | 37      | 100          |              |              |      |      |      |      |
| 1994   | Dolphins | 16     | 31     | 24          | 77,4        | 50          | 35          | 35      | 100          |              |              |      |      |      |      |
| 1995   | Dolphins | 16     | 34     | 27          | 79,4        | 51          | 37          | 37      | 100          |              |              |      |      |      |      |
| 1996   | Chiefs   | 16     | 24     | 17          | 70,8        | 45          | 34          | 34      | 100          |              |              |      |      |      |      |
| 1997   | Chiefs   | 16     | 27     | 26          | 96,3        | 54          | 36          | 35      | 97,2         | 1            | 24           | 24   |      |      |      |
| 1998   | Chiefs   | 16     | 32     | 27          | 84,4        | 53          | 34          | 34      | 100          | 1            | 29           | 29   |      |      |      |
| 1999   | Chiefs   | 16     | 28     | 21          | 75          | 51          | 45          | 45      | 100          | 1            | 35           | 35   |      |      |      |
| 2000   | Chiefs   | 5      | 4      | 2           | 50          |             | 15          | 15      | 100          |              |              |      |      |      |      |
| 2000   | Rams     | 3      | 5      | 3           | 60          |             | 11          | 11      | 100          |              |              |      |      |      |      |
| Totaux | Totaux   | Totaux | 342    | 272         | 79,5        | 59          | 425         | 420     | 98,8         | 7            | 263          | 37,6 |      |      |      |